# Uke-moči
Uke-moči je v šintoizmu in japonski mitologiji boginja hrane. Je žena Inarija.